# Miha Kralj
Miha Kralj [míha králj-], slovenski klaviaturist, skladatelj in pevec, * 22. avgust 1949, Ljubljana.

## Življenje in delo
Kralj velja za pionirja elektronske glasbe v Sloveniji in nekdanji SFRJ. Mnogi ga imenujejo »jugoslovanski Jarre«.
Kot otrok je hodil v glasbeno šolo in igral harmoniko in klavir, v 60. in 70. letih pa električne orgle Bauer, Vox in Hammond ter sintesajzer Moog. V različnih pop-rock skupinah je igral klaviature. Bil je prvi, ki je imel Mellotron, Hammond, POLY MOOG, Roland-JUPITER8 itd. Nastopal je v vseh ljubljanskih barih, vključno v kavarni Slon, kjer je bilo potrebno spremljati artistični program po notah in kjer se je lahko izvajala različna glasba. Kasneje je ustanovil skupino Intervali, v katero je povabil pevca Milana Hribarja, in s katero je potem redno nastopal v motelu Jasnica pri Kočevju. Z Milanom sta po odhodu iz skupine nastopala v Avstriji in Nemčiji s skupino Celeias, ki je postala spremljevalna skupina nemške super zvezde pevca Erika Silvestra.
Predvsem je znano njegovo sodelovanje pri uspešni skupini Dekameroni (1969−1972), kjer je napisal svoj prvi največji hit »Sava šumi«. Potem je ustanovil svojo skupino Prah (1975−1980), s katero je veliko nastopal po celi Sloveniji in kasneje tudi v kavarni ljubljanskega hotela Slon. Pri založbi Helidon so izdali pet singlov. Leta 1980 je pričel s samostojno kariero in dodatno investicijo za tiste čase za nekatere nedosegljivimi sintetizatorji ter še isto leto posnel in postal prvi solist in lastnik prvega elektronskega albuma Andromeda na tleh nekdanje Jugoslavije, ki je izvajal kozmično in ambientalno elektronsko glasbo.
Založba kaset in plošč RTV Ljubljana ga je zavrnila, vodja založbe Helidon Vilko Ovsenik pa ga je usmeril k predstavniku beograjske založbe PGP RTB Borisu Kovačiču, pri kateri je leta 1980 izdal debitantski album Andromeda. Andromeda je nemudoma postala uspešnica in se samo v Jugoslaviji prodala v 21.000 izvodih, po Evropi pa v preko 100.000 izvodih. Uspešna je bila tudi v državah Beneluksa, na Švedskem in v Sovjetski zvezi. Naslovna skladba albuma »Andromeda« je dolga leta spremljala smučarske polete iz Planice, predvsem pri počasnih posnetkih poletov.
Leta 1981 je na pobudo fotografa in novinarja Dragana Timotijevića - Belmonda sodeloval s srbsko dekliško disko skupino Cica-Mace, ki so pred tem sodelovale tudi s Kornelijem Kovačem, ki je delal precej podobno glasbo kot Miha Kralj.
1982 je izdal drugi album Odyssey. Leta 1985 je izdal tretji album Electric Dreams. Napisal je več pesmi za druge slovenske glasbenike, nekateri ga primerjajo s stilom Giorgia Moroderja, pisal pa je tudi scensko filmsko glasbo za dokumentarne oddaje. Z režiserjem Matjažem Žbontarjem je prešel v novi svet scensko filmske glasbe in ustvaril nepozabno glasbo o Kitajski: Slike iz Sečuana, Anapurni Schri lanki in seveda veliko utrinkov o Sloveniji. V raznih zasedbah in kot solist je sodeloval tudi na festivalih Melodije morja in sonca, Slovenska popevka in Pop delavnica. Leta 1982 je dobil nagrado strokovne žirije na Slovenski popevki za skladbo Robot, leta 1980 je dobil drugo nagrado občinstva za skladbo Halo Nataša in tud nekaj nagrad na Melodijah morja in sonca.
Kot ONE MAN BAND je veliko nastopal s svojo glasbo po vsej Sloveniji in na raznih plesnih prireditvah ter maturantskih plesih, kjer je kot prvi ONE MAN BAND igral v živo plesno glasbo, v Emonski kleti je nastopal kar 11 let.
Po dolgih letih ne-nastopanja v živo z elektronsko glasbo je nastopil septembra 2014 v Mariboru na MFRU-ju z enournim koncertom in Aprila 2015 na premieri filma TEHNIKA LJUDSTVU s kratkim koncertom.
Albume iz osemdesetih in CD-skupine PRAH je ponatisnil v samozaložbi in se jih da na CD-jih še vedno kupit preko njegove spletne strani www.mihakralj.com.

## Diskografija

### Albumi
- Andromeda (PGP RTB, 1980)
  - A. Embrio, Simfonija c mol, Apokalipsa
  - B. Andromeda, Wizart, Pegaz
- Odyssey (PGP RTB, 1982)
- Electric Dreams (PGP RTB, 1985)

- Parallel Mirror (Andromidia, 2022)

### Ostala diskografija
- Miha Kralj - Marina (Melodije morja in sonca, 1982)
- Miha Kralj - Robot (Slovenska popevka, 1982 / Pop Rock Ljubljana '82, 1982, ZKP RTV Ljubljana)
- Miha Kralj - Zemlja kliče SOS (Slovenska popevka, 1983)
- Miha Kralj - Zemlja kliče SOS (Telstar - od tod do vesolja - Spacebound, 2013, ZKP RTV Slovenija)
- Miha Kralj - Hočem živet (Metalka 35, 1984, Dokumentarna)
- Miha Kralj - To noč si love machine (Pop delavnica, 1984)
- Duo Error - Moški, moški (Pop delavnica, 1985) (Katarina Toš in Miha Kralj)
- Error - Sence svet (Pop delavnica, 1987) (Darja Šen in Miha Kralj)
- Miha Kralj - Jupiter (1982)(YU Elektronika 1978-1991, 2005)
- Milan Petrovič in Miha Kralj - Nevesta (1983)
- Katja Mihelčič - To nisi ti (1997)
- Katja Mihelčič - Kresnica noči (1999)
- Cica-Mace - Super, Super Marko (singl, 1981, PGP RTB)
- Cica-Mace - Zero (LP, 1981, Jugoton)